# ЛАИОН
Large-scale Artificial Intelligence Open Network (LAION) — немецкая некоммерческая организация, заявившая о своей цели «сделать крупномасштабные модели машинного обучения, наборы данных и связанный с ними код доступными для широкой публики». Она наиболее известна тем, что выпустила ряд больших наборов данных изображений и подписей, извлеченных из Интернета, которые были использованы для обучения ряда известных моделей преобразования текста в изображение, включая Stable Diffusion и Imagen.
В феврале 2023 года LAION был указан в иске Getty Images против Stable Diffusion в качестве лица, не привлеченного к процессу. В апреле 2023 года на LAION напрямую подал в суд немецкий фотограф, который хотел, чтобы его изображения были удалены из тренировочного набора.
15 апреля 2023 года LAION и участники выпустили для публики чат-бота AI-помощника с открытым исходным кодом OpenAssistant.

## Наборы данных изображений
LAION публично выпустила ряд больших наборов данных пар изображений и подписей, которые широко использовались исследователями искусственного интеллекта. Данные получены из Common Crawl, набора данных извлеченных веб-страниц. Разработчики искали в просканированном html теги <img> и рассматривали их атрибуты alt как подписи. Они использовали CLIP для выявления и удаления изображений, содержание которых не соответствовало их подписям. LAION не хранит содержимое скопированных изображений; скорее, набор данных содержит URL-адреса, указывающие на изображения, которые исследователи должны загрузить сами.
Первый такой набор данных, LAION-400M, был выпущен в августе 2021 года и состоял из 400 миллионов пар изображений и подписей. Пары были извлечены из случайного набора веб-страниц, отобранных Common Crawl в период с 2014 по 2021 год Это была попытка воссоздать процесс, используемый OpenAI для сбора 400 миллионов пар изображений и подписей, которые они использовали для обучения модели CLIP. компания решила открыть исходный код модели и веса, но не набор данных для обучения. Imagen, модель преобразования текста в изображение, анонсированная Google Brain в 2022 году, была обучена на LAION-400M в сочетании с частными внутренними наборами данных.
Преемник более чем 5 миллиардов пар, LAION-5B, был выпущен в марте 2022 года. На момент его выпуска это был самый большой из существующих свободно доступных наборов данных пар изображений и подписей. Его создание было профинансировано Doodlebot, Hugging Face и Stability AI, компанией, занимающейся искусственным интеллектом, стоящей за финансированием модели преобразования текста в изображение Stable Diffusion, которая была обучена на нем.

### Пример данных

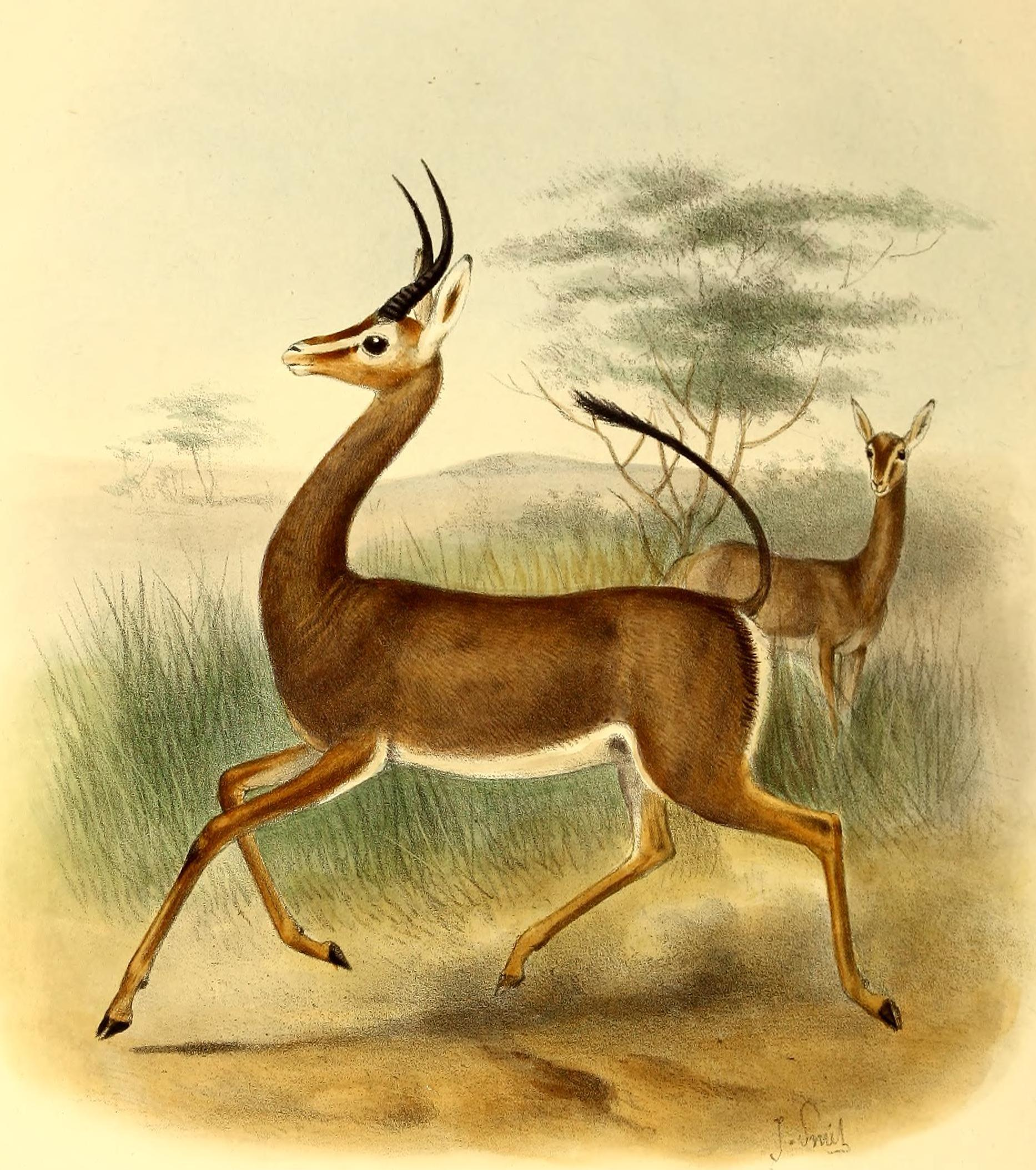
Пример одного из миллиардов изображений в наборе данных LAION-5B.

Здесь приведен пример метаданных, связанных с одной записью в наборе данных LAION-5B. Само содержимое изображения, показанное справа, не хранится в наборе данных, а связано только с полем URL:
URL
https://upload.wikimedia.org/wikipedia/commons/thumb/4/45/Ammodorcas_clarkei_The_book_of_antilopes_%281894%29.jpg/275px-Ammodorcas_clarkei_The_book_of_antilopes_%281894%29.jpg
Text
Ammodorcas clarkei The book of antelopes (1894).jpg
Width
275 (измеряется в пикселях)
Height
311
Similarity
0,34972 (косинусное сходство между изображением и подписью, измеренное с помощью CLIP. Любые пары, имеющие значения сходства менее 0,3, были исключены из набора данных)
Pwatermark
0,30022 (оценочная вероятность того, что на этом изображении есть водяной знак, определённая моделью ИИ)
Punsafe
0,0000001688 (оценочная вероятность того, что это изображение «небезопасно для работы», согласно оценки модели ИИ)
Aesthetic
6,02298 (приблизительный балл, который оценщик присвоил бы эстетике этого изображения по шкале от 1 до 10)